# Thermes de Bagnoles-de-l'Orne
Les Thermes de Bagnoles-de-l'Orne sont la seule et unique source thermale du Grand Ouest français, situés dans le sud de la Normandie.
La société d'exploitation est contrôlée par  France Thermes Holding (Sylvain Serafini).

## Les principales cures thermales
L'eau thermale de Bagnoles-de-l'Orne est reconnue dans les domaines médicaux suivants :
- Phlébologie : un traitement thermal précoce permet d'améliorer le retour veineux et les effets des maladies veineuses, comme les varices, l'œdème, les jambes lourdes, les crampes nocturnes, etc.
- Rhumatologie : la source peut combattre les problèmes de l'appareil locomoteur, c'est-à-dire les maladies des os, des articulations, des muscles, des tendons et des ligaments. L'eau thermale permet de calmer, d'apaiser et détendre muscles et articulations.
- Gynécologie, l'eau thermale est particulièrement indiquée pour le traitement des troubles de la ménopause (réduction des douleurs pelviennes).

## Caractéristiques de l'eau des thermes
| Caractéristiques physico-chimiques | Résultats                                                                                       |
| ---------------------------------- | ----------------------------------------------------------------------------------------------- |
| Température                        | 24,6 °C                                                                                         |
| pH (à 20 °C)                       | 4,31                                                                                            |
| Résidu sec à 180 °C                | 45,4 mg L−1                                                                                     |
| Gaz dissous                        | CO2, N2, O2, Ar                                                                                 |
| Minéraux                           | Chlorures, sulfates, silicates, bicarbonate, sodium, potassium, calcium, fer, cuivre, magnésium |
| Autre                              | Faible radiactivité naturelle : Radon                                                           |

## Photos des bâtiments et des soins

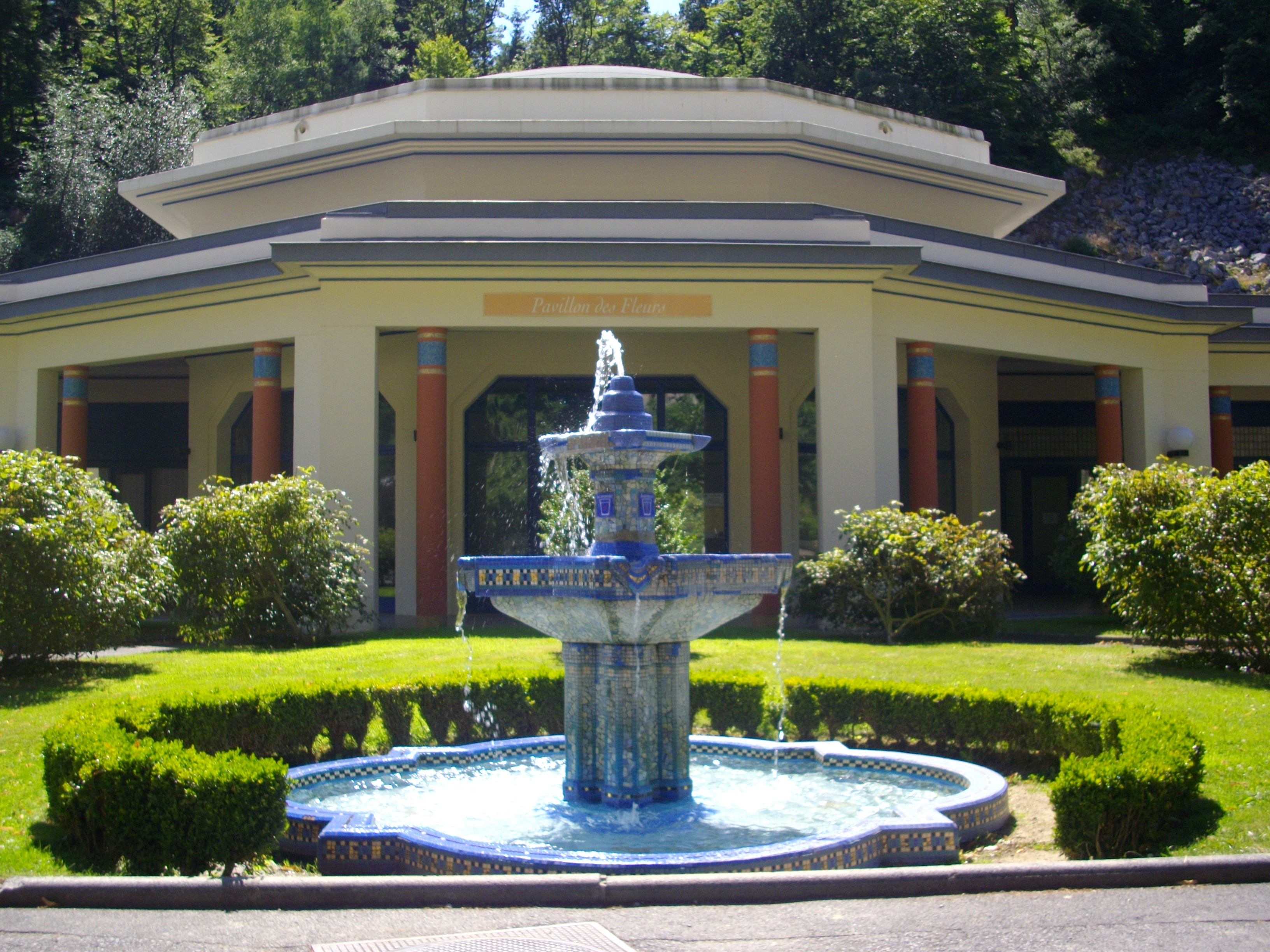
Fontaine thermale
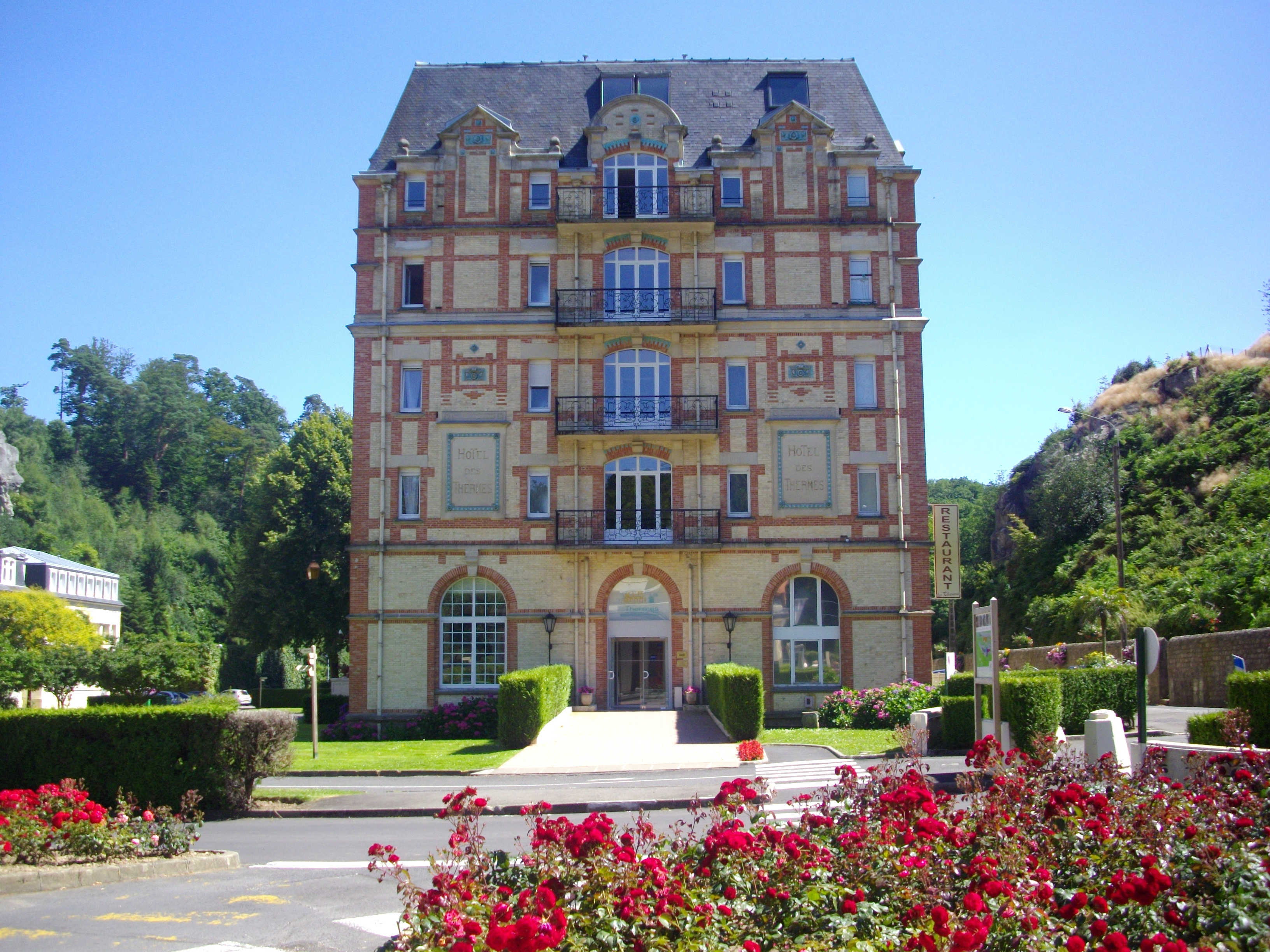
Hôtel des Thermes
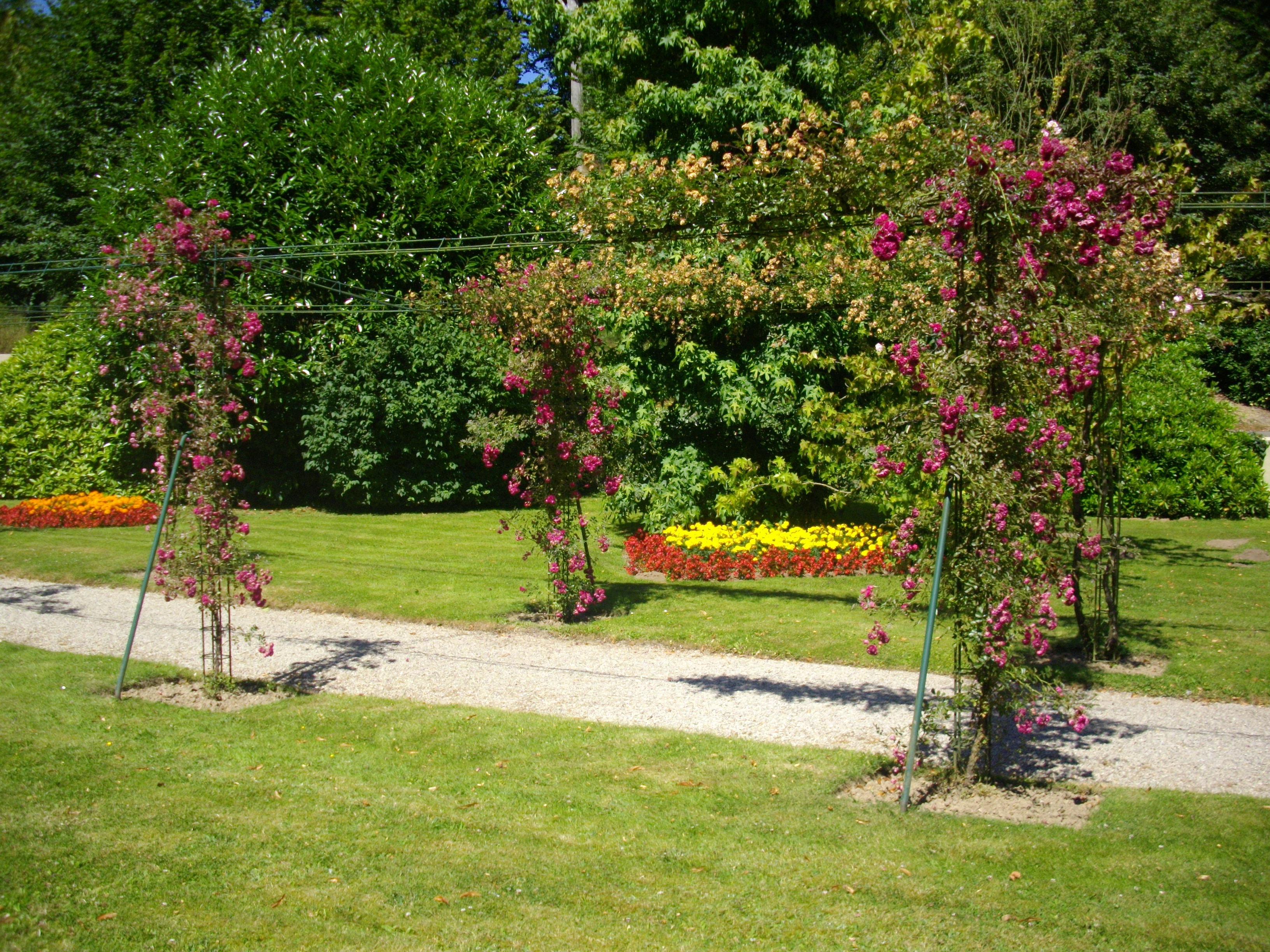
Jardins des Thermes
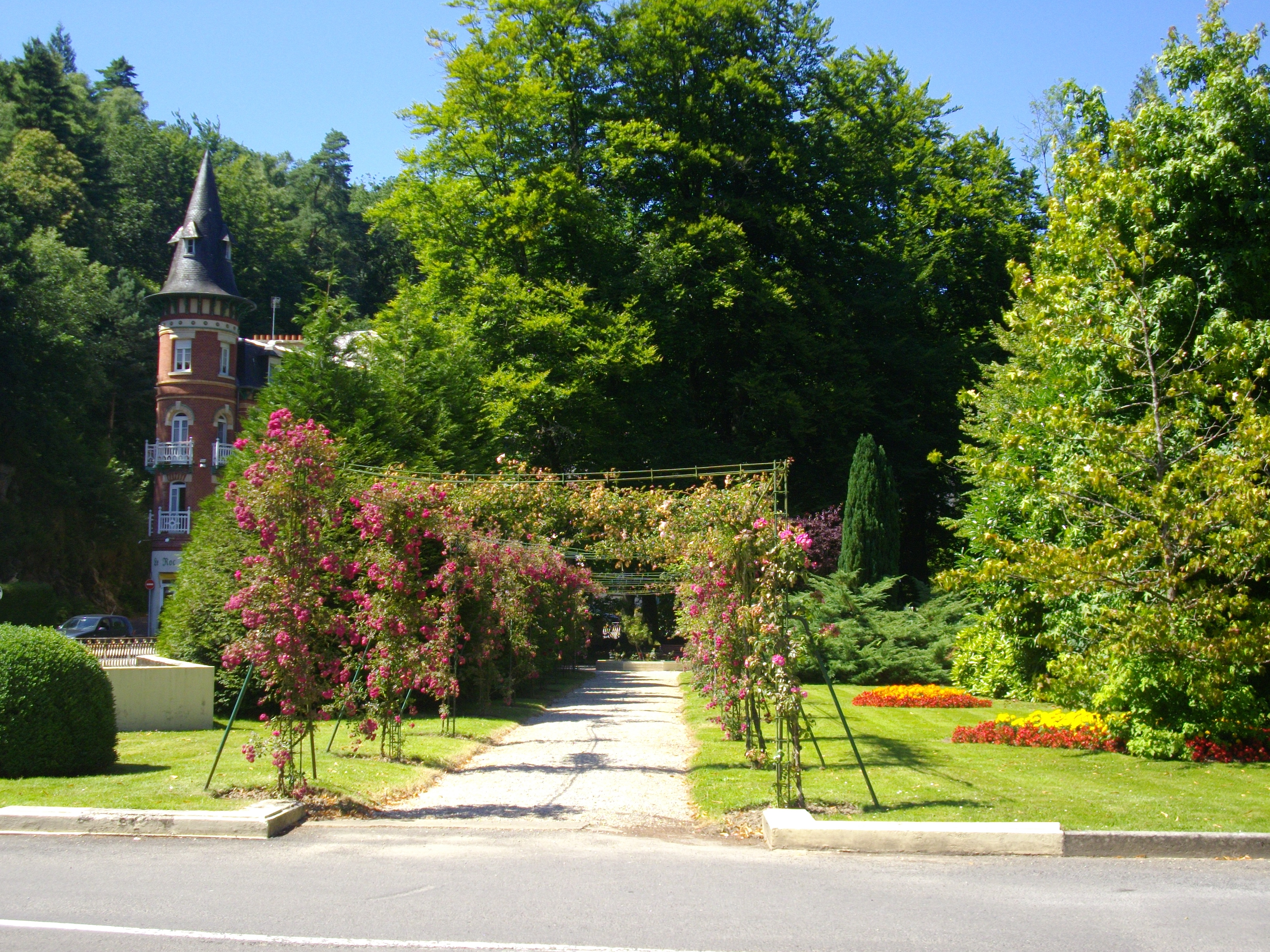
Jardins des Thermes
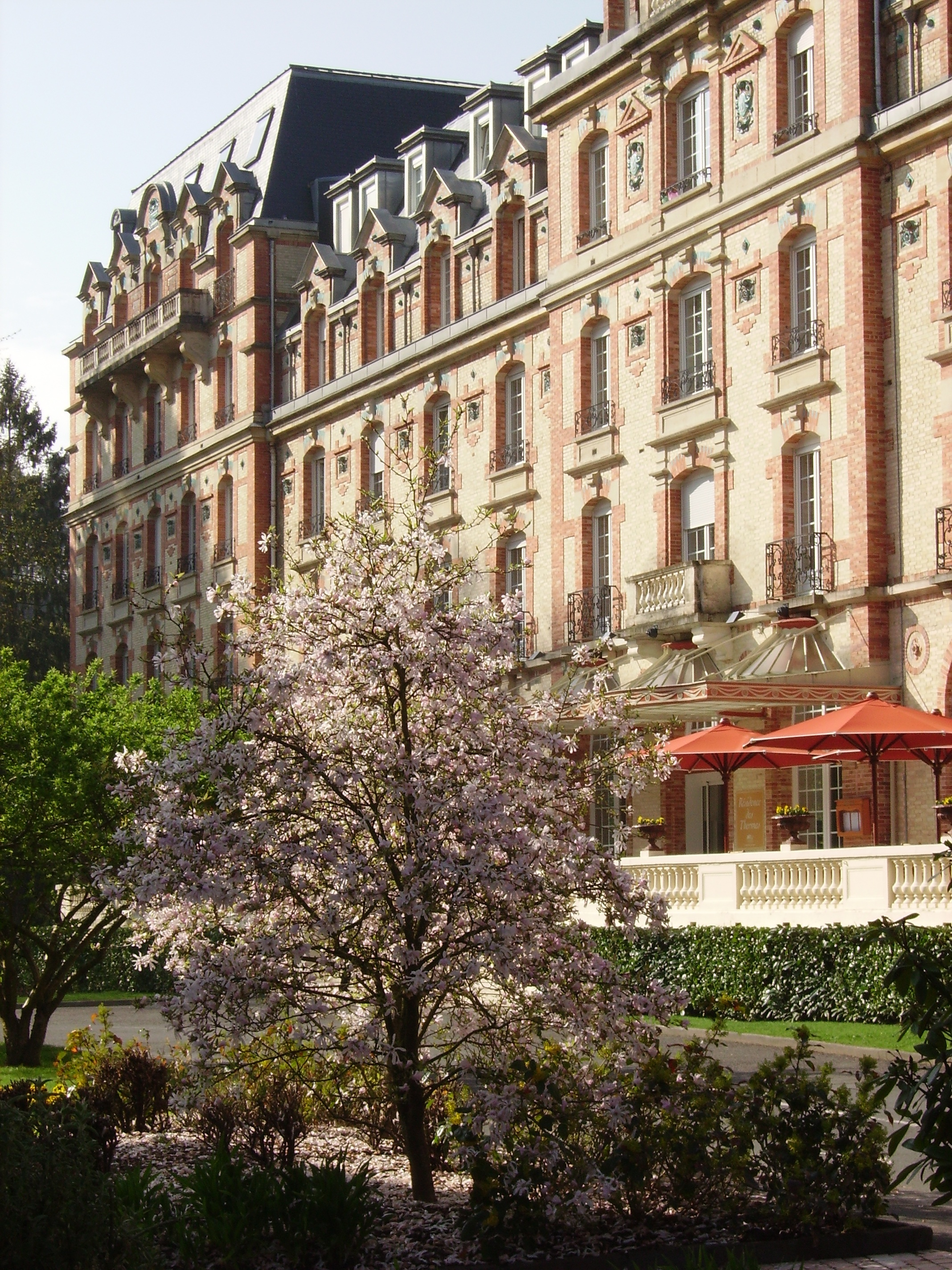
Les thermes - vue résidence 1
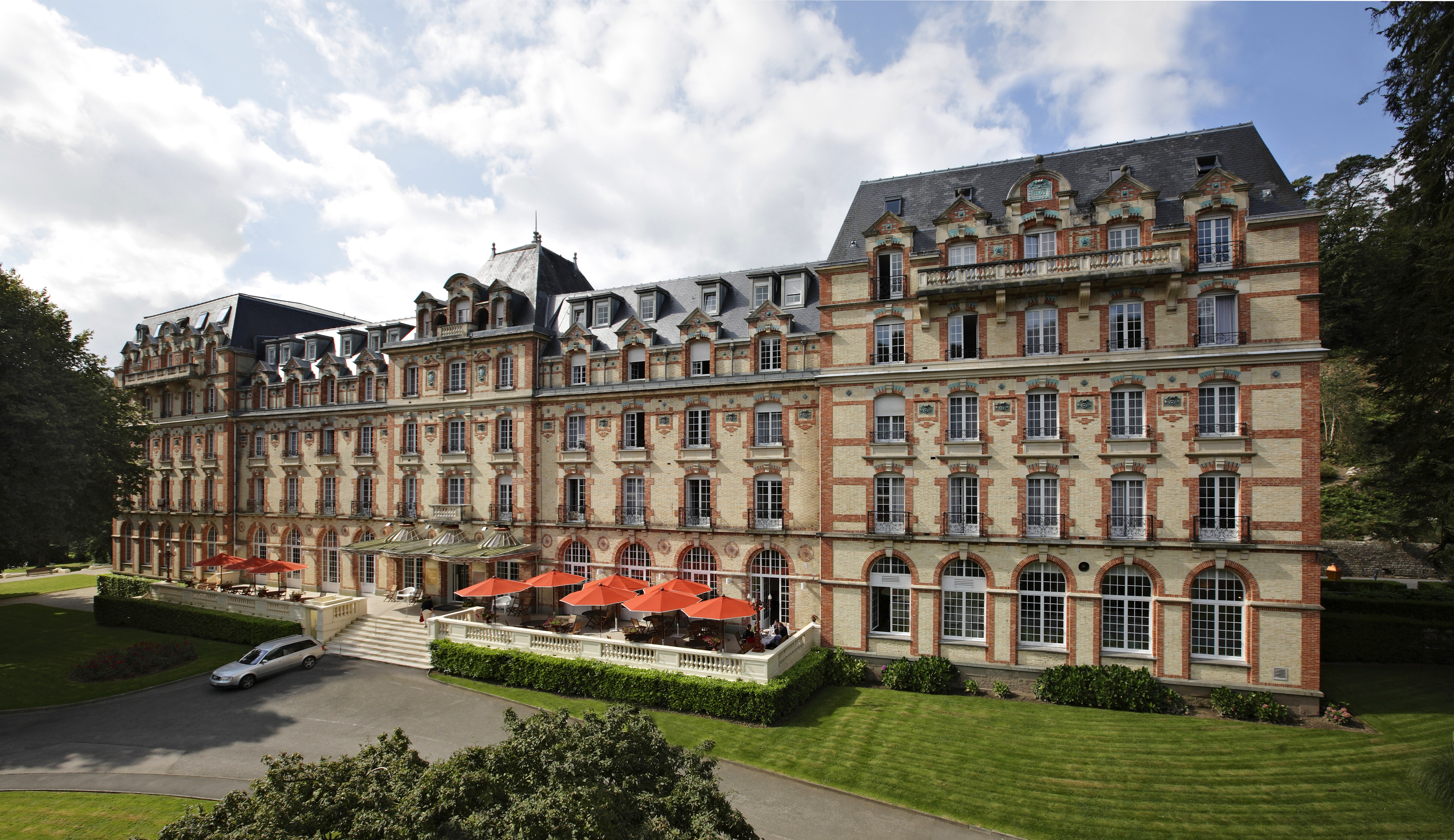
Les thermes - vue résidence 2
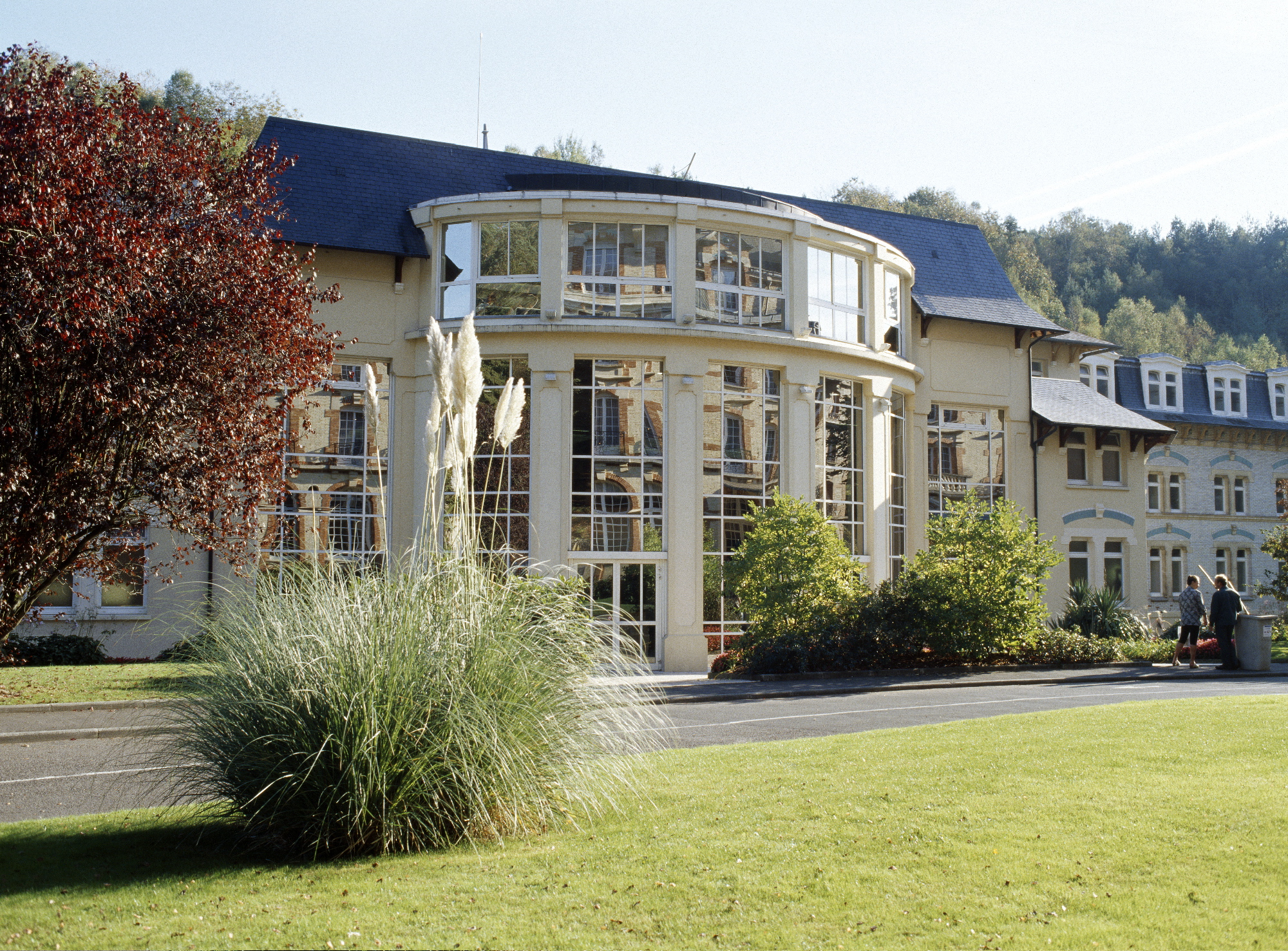
Entrée des thermes de Bagnoles
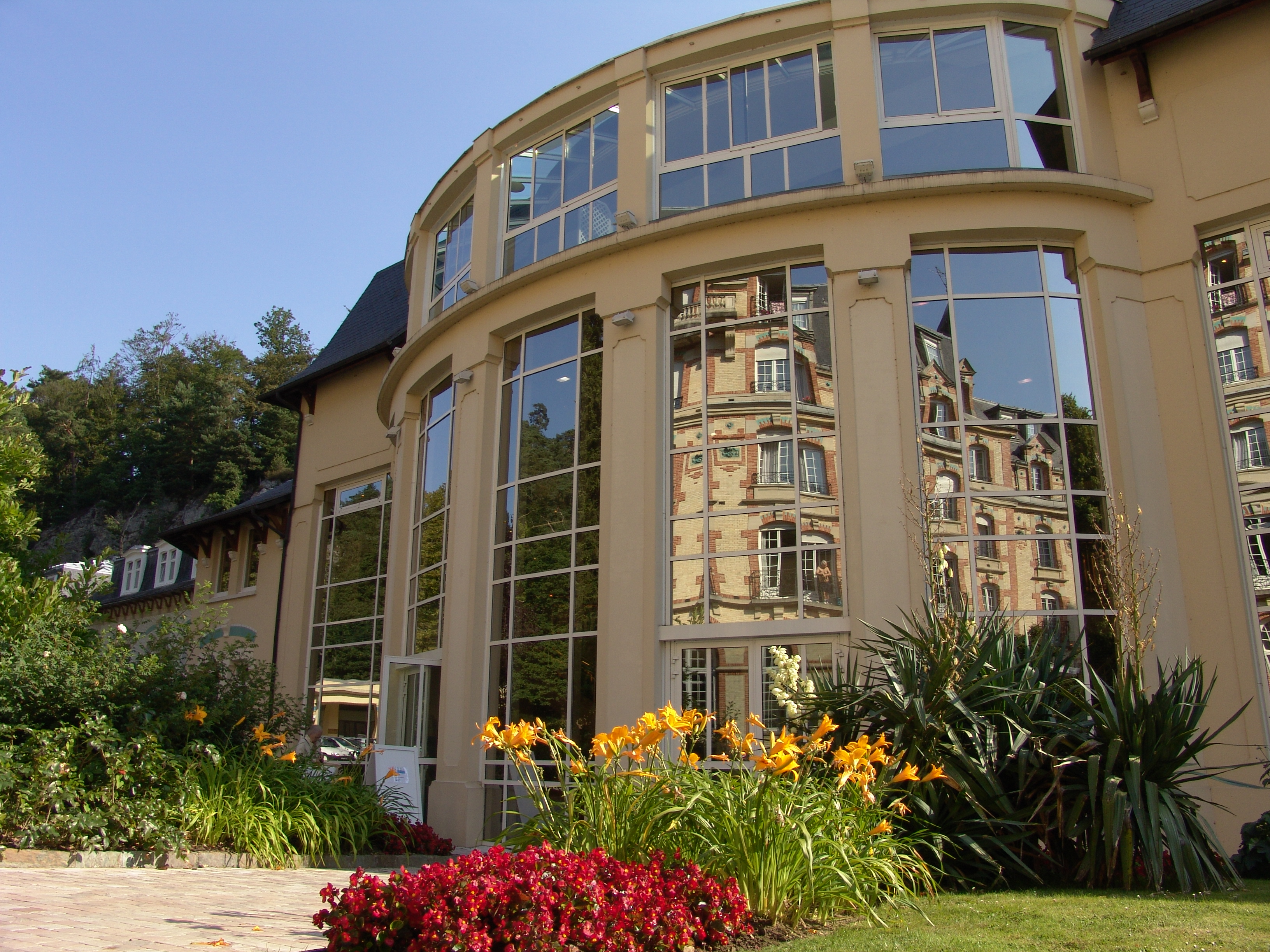
Les thermes de Bagnoles
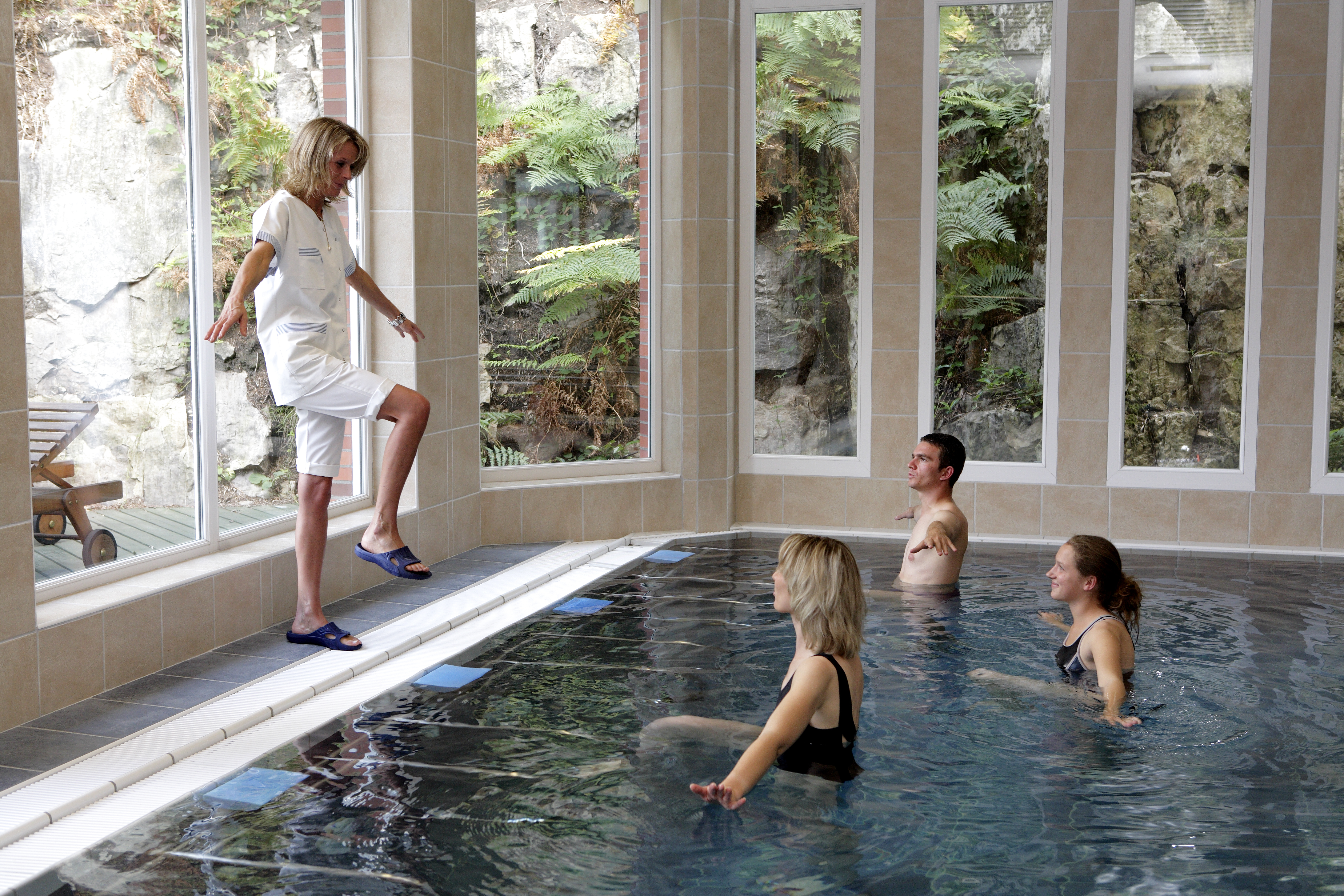
Cure phlébologie
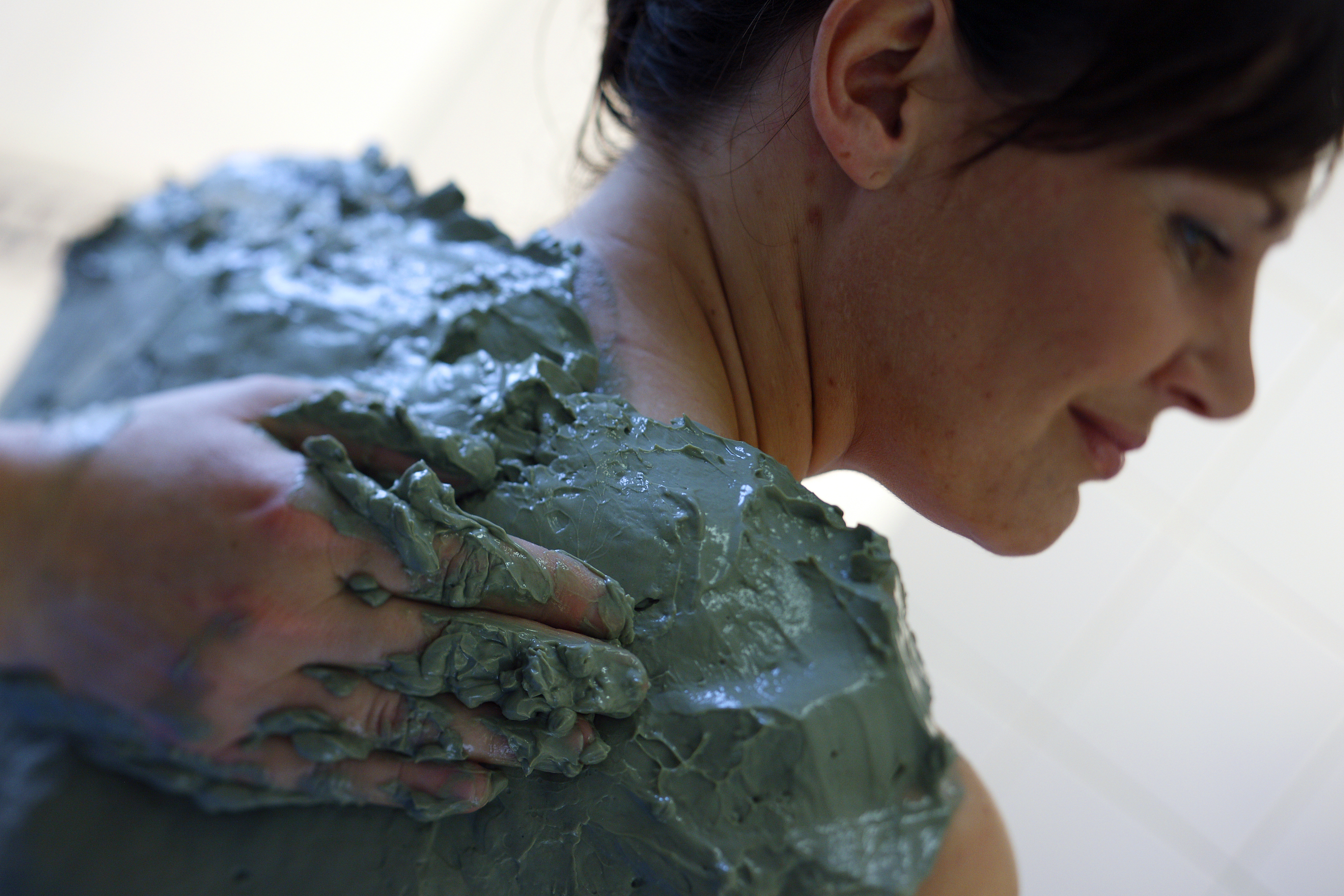
Cure rhumatologie
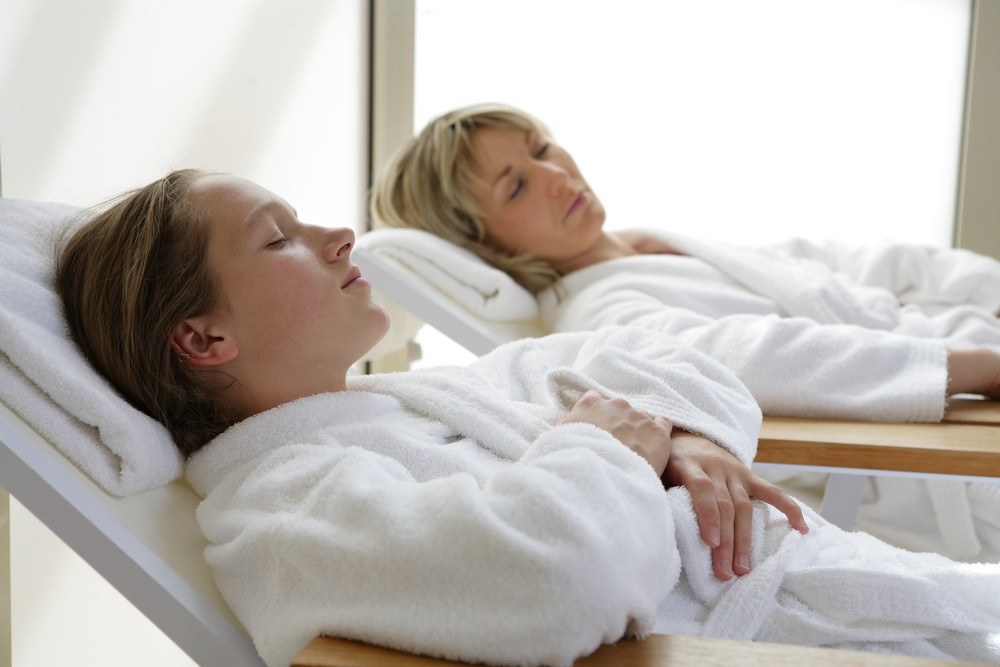
Salle de repos
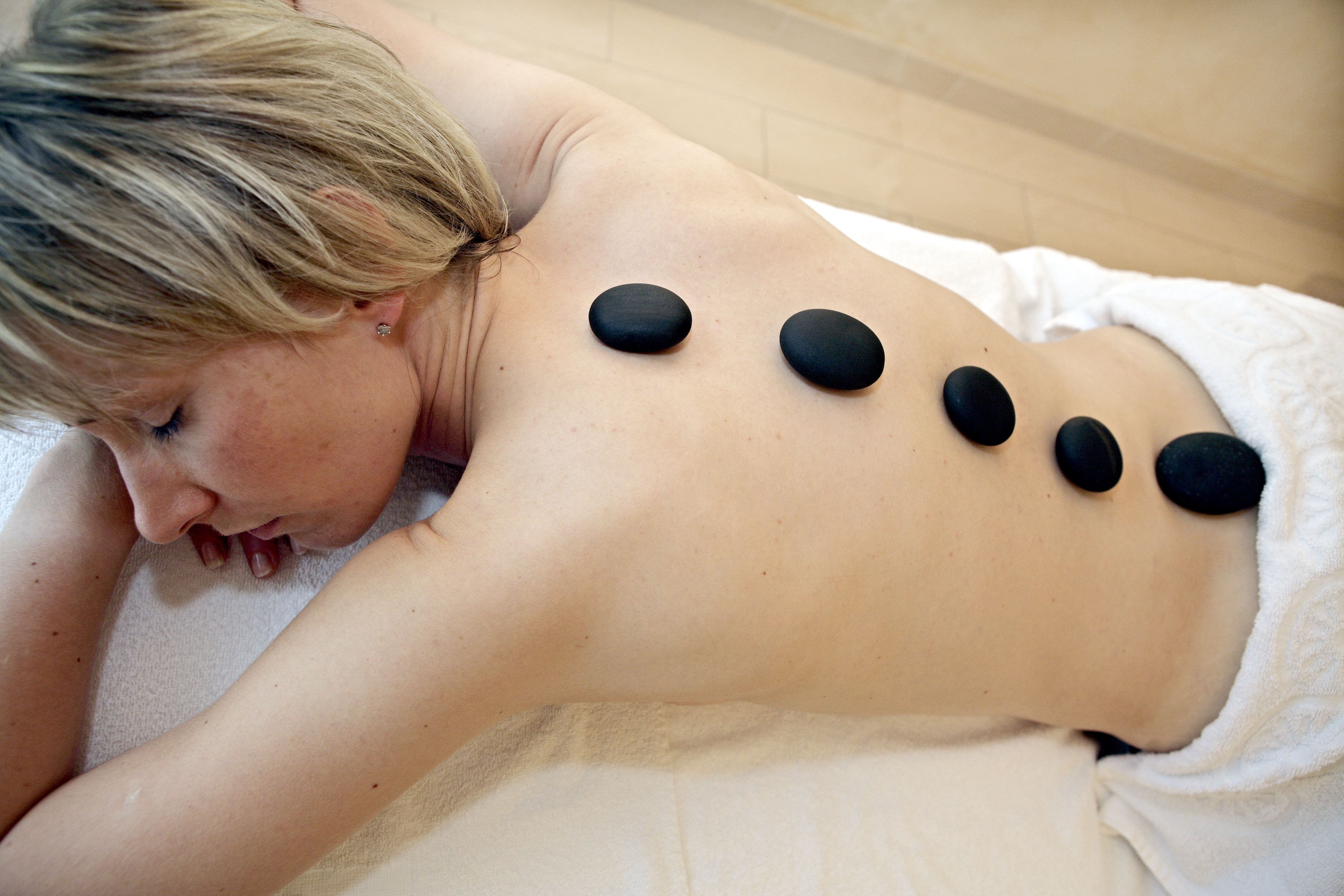
Soin du dos